# وزیر مسکن و شهرسازی
وزیر مسکن و شهرسازی وزیر وزارت‌خانهٔ مسکن و شهرسازی و یکی از اعضای هیئت دولت جمهوری اسلامی ایران بود.

## فهرست

### پهلوی
| ر.                  | نام     | نام                               | نگاره                     | آغاز تصدی       | پایان تصدی     | دولت            | م.     |
| ------------------- | ------- | --------------------------------- | ------------------------- | --------------- | -------------- | --------------- | ------ |
| وزیر آبادانی و مسکن |         |                                   |                           |                 |                |                 |        |
| ۱                   |         | هوشنگ نهاوندی (زادهٔ ۱۳۱۱)         |                           | ۱۷ اسفند ۱۳۴۲   | ۲۵ شهریور ۱۳۴۷ | ح. منصور        | [ ۱ ]  |
| ۱                   | هویدا ۱ | هوشنگ نهاوندی (زادهٔ ۱۳۱۱)         | [ ۲ ]                     | ۱۷ اسفند ۱۳۴۲   | ۲۵ شهریور ۱۳۴۷ |                 |        |
| ۱                   | هویدا ۲ | هوشنگ نهاوندی (زادهٔ ۱۳۱۱)         | [ ۳ ]                     | ۱۷ اسفند ۱۳۴۲   | ۲۵ شهریور ۱۳۴۷ |                 |        |
| ۲                   | هویدا ۲ |                                   | غلامرضا نیک‌پی (۱۳۵۸–۱۳۰۶) |                 | ۲۵ شهریور ۱۳۴۷ | ۲۳ مرداد ۱۳۴۸   | [ ۴ ]  |
| ۳                   | هویدا ۲ |                                   | محمد یگانه (۱۳۷۴–۱۳۰۲)    |                 | ۲۳ مرداد ۱۳۴۸  | ۱۳۴۹            | [ ۵ ]  |
| ۴                   | هویدا ۲ |                                   | کورس آموزگار (زادهٔ ۱۳۰۶)  |                 | ۱۳۴۹           | ۷ اردیبهشت ۱۳۵۳ | [ ۶ ]  |
| ۴                   | هویدا ۳ | [ ۷ ]                             | کورس آموزگار (زادهٔ ۱۳۰۶)  |                 | ۱۳۴۹           | ۷ اردیبهشت ۱۳۵۳ |        |
| وزیر مسکن و شهرسازی |         |                                   |                           |                 |                |                 |        |
| ۵                   |         | همایون جابر انصاری (۱۳۷۸–۱۳۰۷)    |                           | ۷ اردیبهشت ۱۳۵۳ | ۱۵ مرداد ۱۳۵۶  | هویدا ۳         | [ ۸ ]  |
| ۵                   |         | همایون جابر انصاری (۱۳۷۸–۱۳۰۷)    | هویدا ۴                   | ۷ اردیبهشت ۱۳۵۳ | ۱۵ مرداد ۱۳۵۶  | [ ۹ ]           |        |
| ۶                   |         | فیروز توفیق (زادهٔ ۱۳۱۳)           |                           | ۱۶ مرداد ۱۳۵۶   | ۵ شهریور ۱۳۵۷  | آموزگار         | [ ۱۰ ] |
| ۷                   |         | پرویز آوینی (زادهٔ ؟)              |                           | ۵ شهریور ۱۳۵۷   | ۱۵ آبان ۱۳۵۷   | شریف‌امامی ۳     | [ ۱۱ ] |
| –                   |         | امیرحسین ربیعی (۱۳۵۸–۱۳۰۹) سرپرست |                           | ۱۵ آبان ۱۳۵۷    | آبان ۱۳۵۷      | ازهاری          | [ ۱۲ ] |
| ۸                   |         | منوچهر بهروان (زادهٔ ؟)            |                           | آبان ۱۳۵۷       | ۱۶ دی ۱۳۵۷     | ازهاری          | [ ۱۳ ] |
| ۹                   |         | جواد خادم (زادهٔ ۱۳۲۱)             |                           | ۱۶ دی ۱۳۵۷      | ۲۲ بهمن ۱۳۵۷   | بختیار          | [ ۱۴ ] |

### جمهوری اسلامی
| ر. | نام    | نام                               | نگاره     | آغاز تصدی                        | پایان تصدی     | دولت              | رئیس دولت     | م.     |
| -- | ------ | --------------------------------- | --------- | -------------------------------- | -------------- | ----------------- | ------------- | ------ |
| ۱۰ |        | مصطفی کتیرایی (۱۳۹۴–۱۳۰۷)         |           | ۲۴ بهمن ۱۳۵۷                     | ۱۵ آبان ۱۳۵۸   | موقت              | بازرگان       | [ ۱۵ ] |
| –  |        | سید محسن یحیوی (زادهٔ ۱۳۲۱) سرپرست |           | ۲۴ آبان ۱۳۵۸                     | ۱۹ شهریور ۱۳۵۹ | موقت شورای انقلاب | بهشتی         |        |
| –  | بنی‌صدر | سید محسن یحیوی (زادهٔ ۱۳۲۱) سرپرست |           | ۲۴ آبان ۱۳۵۸                     | ۱۹ شهریور ۱۳۵۹ | موقت شورای انقلاب |               |        |
| ۱۱ |        | محمدشهاب گنابادی (زادهٔ ۱۳۲۱)      |           | ۱۹ شهریور ۱۳۵۹                   | . ۱۳۶۲         | نخست              | رجایی         |        |
| ۱۱ | دوم    | محمدشهاب گنابادی (زادهٔ ۱۳۲۱)      | باهنر     | ۱۹ شهریور ۱۳۵۹                   | . ۱۳۶۲         |                   |               |        |
| ۱۱ | موقت   | محمدشهاب گنابادی (زادهٔ ۱۳۲۱)      | مهدوی کنی | ۱۹ شهریور ۱۳۵۹                   | . ۱۳۶۲         |                   |               |        |
| ۱۱ | سوم    | محمدشهاب گنابادی (زادهٔ ۱۳۲۱)      | موسوی     | ۱۹ شهریور ۱۳۵۹                   | . ۱۳۶۲         | [ ۱۶ ]            |               |        |
| –  | سوم    |                                   | موسوی     | میرحسین موسوی (زادهٔ ۱۳۲۰) سرپرست |                | ۶ شهریور ۱۳۶۲     | ۲۴ مرداد ۱۳۶۳ | [ ۱۸ ] |
| ۱۲ | سوم    |                                   | موسوی     | سراج‌الدین کازرونی (۱۳۸۴–۱۳۲۵)    |                | ۲۴ مرداد ۱۳۶۳     | ۲۵ مرداد ۱۳۷۲ | ‏       |
| ۱۲ | چهارم  | [ ۱۹ ]                            | موسوی     | سراج‌الدین کازرونی (۱۳۸۴–۱۳۲۵)    |                | ۲۴ مرداد ۱۳۶۳     | ۲۵ مرداد ۱۳۷۲ |        |
| ۱۲ |        | پنجم                              | هاشمی     | سراج‌الدین کازرونی (۱۳۸۴–۱۳۲۵)    | [ ۲۰ ]         | ۲۴ مرداد ۱۳۶۳     | ۲۵ مرداد ۱۳۷۲ |        |
| ۱۳ |        | عباس آخوندی (زادهٔ ۱۳۳۶)           | هاشمی     |                                  | ۲۵ مرداد ۱۳۷۲  | ۲۹ مرداد ۱۳۷۶     | ششم           |        |
| ۱۴ |        | علی عبدالعلی‌زاده (زادهٔ ۱۳۳۳)      |           | ۲۹ مرداد ۱۳۷۶                    | ۲ شهریور ۱۳۸۴  | هفتم              | خاتمی         | [ ۲۱ ] |
| ۱۴ | هشتم   | علی عبدالعلی‌زاده (زادهٔ ۱۳۳۳)      | [ ۲۲ ]    | ۲۹ مرداد ۱۳۷۶                    | ۲ شهریور ۱۳۸۴  |                   | خاتمی         |        |
| ۱۵ |        | محمد سعیدی‌کیا (زادهٔ ۱۳۲۵)         |           | ۲ شهریور ۱۳۸۴                    | ۱۲ شهریور ۱۳۸۸ | نهم               | احمدی‌نژاد     | [ ۲۳ ] |
| ۱۶ |        | علی نیکزاد (زادهٔ ۱۳۴۴)            |           | ۱۲ شهریور ۱۳۸۸                   | ۵ تیر ۱۳۹۰     | دهم               | احمدی‌نژاد     | [ ۲۴ ] |

## یادداشت
1. ↑  محمد مروت در ۲۲ شهریور به‌عنوان قائم‌مقام نخست‌وزیر در وزارت‌خانه منصوب شد.[۱۷]